# My heart is a metronome
My heart is a metronome (MHIAM) är ett svenskt rockband från Uppsala, bestående av Mattis Malinen (sång/gitarr), Gustaf Simonsson (bas/kör) och Felix Carlsten (trummor/kör).

## Musikkarriär
My heart is a metronome började ta form 2010, då som sångaren och gitarristen Mattis Malinens soloprojekt. Efter att ha spelat in EP:n ”Sketches” på egen hand i familjens stuga i Hälsingland och sedan rest iväg på en luffarturné genom Europa växte soloprojektet till ett band våren 2012, då han fick sällskap av Gustaf Simonsson på bas och Felix Carlsten på trummor. I februari 2013 släpptes deras första singel som band, "Spring". Låten spelades in i en källare i Uppsala.
I Kingside Studios, belägen mitt ute i skogen utanför Gnesta, spelade de in egenproducerade EP:n ”The Colouring”, vilken släpptes i april 2013. Singeln ”The Whistler” toppade P3's tävling för osignade band i fyra veckor och blev därefter tillagd i P3's rotationslista.
I oktober 2014 gav sig bandet ut på en tiodagars Englandsturné. Kort därefter blev bandet signat till det nystartade indiebolaget Substitute Music Group. Första singeln ”Turtle” spelades i Musikhjälpens glasbur och musikvideon premiärspelades av GAFFA En ny singelversion av "The Whistler" spelades in och släpptes i februari 2015. I juni 2015 släpptes singeln "Feel > Think", vars video premiärspelades hos Rocknytt och fick stor viral spridning genom delningar från fans på Facebook.  Våren 2016 släppte bandet en cover på Motown-klassikern "Ain't No Mountain High Enough".
I februari 2017 släpptes den egenproducerade fyrspåriga EP:n "Tierp", mixad av trefaldige Grammis-vinnaren Pelle Gunnerfeldt och masterad av Robin Schmidt, på nya indiebolaget Soul City Enterprise. Titelspåret och singeln "Tierp", vars musikvideo premiärspelades på GAFFA, är med på soundtracket till den BAFTA Awards-belönade brittiska TV-serien Made in Chelsea  och på den framstående Youtubern Alexrainbirds aprillista för ny indierock.
I maj 2018 signade bandet managementavtal med Erik Grönwall och Hagenburg AB.
I januari 2019 signade bandet med labeln Docks hos Fifth Island Music (Sony) och släppte EP:n 'Benevolence', producerad av Simon Nordberg och Dino Medanhodzic, mixad av Dino/Pelle Gunnerfeldt samt masterade av Dino/Magnus Lindberg och nådde framgångar på flera av Spotifys större editorial playlists, främst med singeln  'Diamonds' och titelspåret 'Benevolecne'. 
År 2024 släpps bandets debutalbum under indielabeln 'Raw street noise', producerad och mixad av Jakob Grundtman (The Tallest man on earth, Francis) och mastrad av Sören von Malmborg (Coldplay, Sia, Avicii). Första singeln 'Get it right' släpps den 24 november. Utanför plattan, men i samma konstellation, släpptes i oktober 2023 bandets cover på Donnas Lewis 90-talshit 'I love you always forever'
Bandet har genom åren gjort sig ett namn på svenska scener som en energisk liveakt och har bland annat medverkat på FKP Scorpio's showcasefestival Where's the music , Rookiefestivalen och har utöver detta bland annat blivit bokade att spela med artister som Den svenska björnstammen , Tomas Andersson Wij. , Nicole Sabouné , Bo Sundström (Bo Kaspers orkester), Magnus Carlson (Weeping Willows) och Ane Brun. 

## Diskografi
EPs
- 2012: Sketches

```
      1. 
"Porch"

      2. 
"Remnants"

      3. 
"This is a rhythm"

      4. 
"Cyclone season"

      5. 
"Birds migrate"

      6. 
"Progress"
```

- 2014: The Colouring

```
      1. 
"The Whistler"

      2. 
"Salmon run"

      3. 
"About time (Don't wait)"

      4. 
"Long gone"

      5. 
"With our feet bare"
```

- 2017: Tierp

```
      1. 
"Tierp"

      2. 
"Pick it up"

      3. 
"Queen"

      4. 
"Bubble"
```

- 2019: Benevolence

```
      1. 
"Diamonds"

      2. 
"Benevolence"

      3. 
"Tonight"

      4. 
"Mother of all mothers"

      5. "Landslide"
```

Singlar
- "Spring" (2013)
- "The Whistler" (2014)
- "Turtle" (2014)
- "Feel > Think" (2015)
- "Ain't No Mountain High Enough (cover)" (2016)
- "Tierp" (2017)
- "Landslide" (2019)
- "Mother of all mothers" (2019)
- "Tonight" (2019)
- "Diamonds" (2019)
- "I love you always forever" (2023)
- "Get it right" (2023)